# Chiesa di San Benedetto (Peschiera del Garda)
La chiesa di San Benedetto è la parrocchiale di San Benedetto di Lugana, frazione di Peschiera del Garda, in provincia e diocesi di Verona; fa parte del vicariato del Lago Veronese-Caprino.

## Storia
La presenza dei benedettini in loco è documentata fino dall'860, anno in cui l'imperatore Ludovico II concesse loro il diritto di pesca nelle acque del lago di Garda e del fiume Mincio. La prima chiesa di San Benedetto fu edificata in forme neoclassiche nel 1721, probabilmente al posto di un precedente monastero benedettino. Ampliata e dotata di campanile tra il 1901 e il 1903, nel 1943 venne retta in parrocchia autonoma rispetto a Peschiera del Garda.
Tra il 1960 e il 1962 fu realizzata la nuova chiesa di San Benedetto, dove fu trasferita la sede parrocchiale, che divenne quindi il nuovo centro di culto per i fedeli i quali, per secoli, avevano utilizzato il precedente edificio, che comunque è stato conservato come sussidiario accanto al nuovo. Dopo l'approvazione del progetto della nuova chiesa, dovuto all'ing. Silvio Brugnoli, il 21 aprile 1960 fu rilasciata la licenza di costruzione, che iniziò subito dopo, affidata alla ditta F.lli Censon di San Martino della Battaglia. In circa due anni fu portata a termine l'opera. Il 24 giugno 1962 il vescovo di Verona, mons. Giuseppe Carraro, benedisse solennemente la nuova chiesa. Di fianco a questa, di fronte alla chiesetta antica, si trovano i locali parrocchiali: canonica, teatrino e aule di catechismo. Lavori di restauro e abbellimento furono eseguiti tra il 2008 e il 2009..

## Descrizione

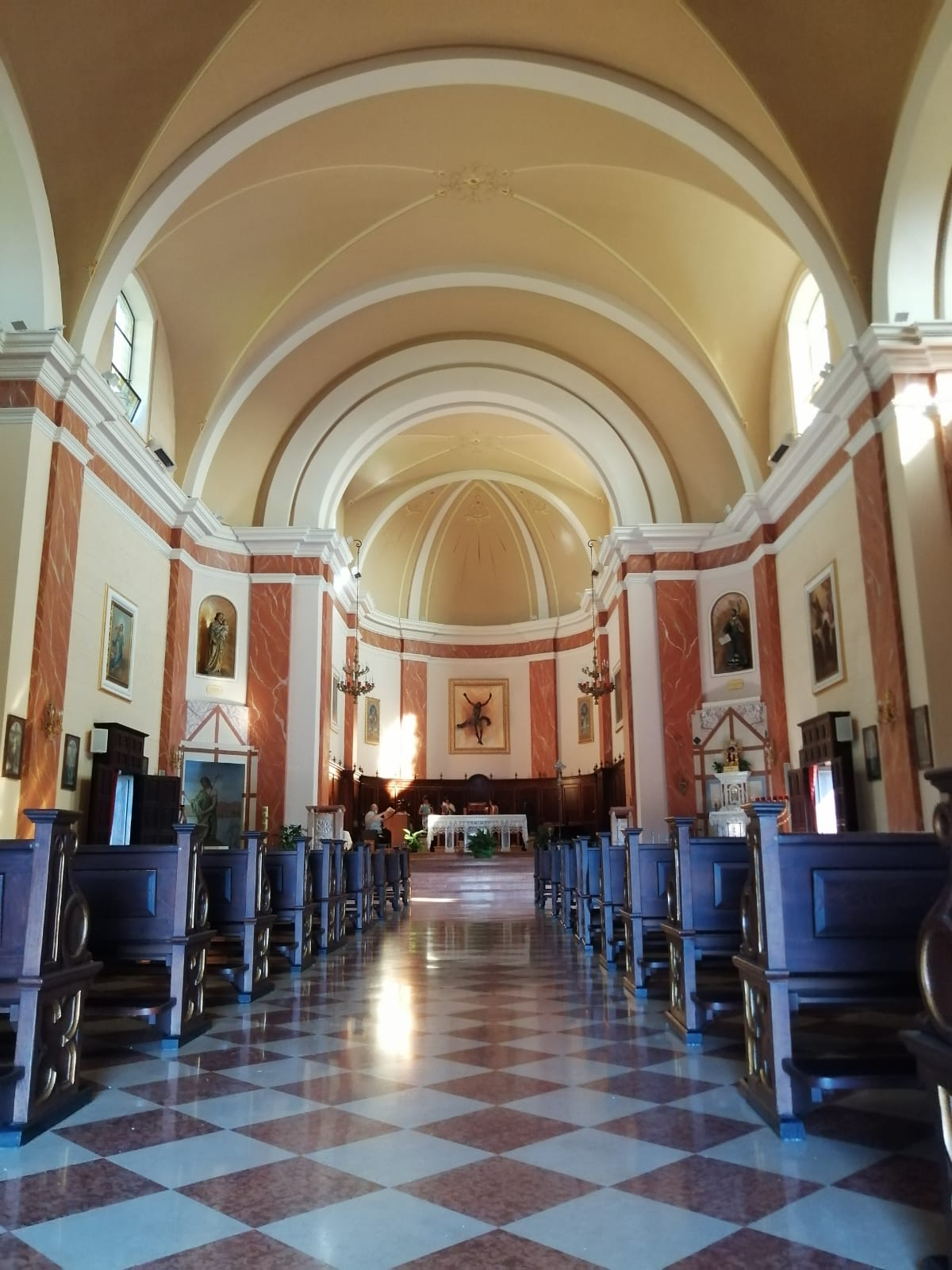
Interno della chiesa

La facciata della chiesa misura 17,25 metri, ed è del tipo a capanna, cioè la copertura presenta solo due spioventi. È abbellita da quattro semplici lesene e da due nicchie vuote. Ai lati sporge il profilo di due cappelle. La chiesa, lunga 41,80 metri, è a navata unica, orientata da ovest a est. Il tetto, a due falde, misura 20,80 metri nel punto più alto. L'ingresso principale è preceduto da una breve scalinata, che ne valorizza l'insieme. L'impianto planimetrico è formato da un'unica aula rettangolare e il presbiterio, articolato su più livelli, si conclude con un coro semicircolare.
In posizione centrale, a metà navata, si trovano due semi-cappelle, con l'altare della Madonna a destra e l'altare del Sacro Cuore a sinistra. Tra il presbiterio e l'aula dei fedeli è posto da un lato l'altare del Santissimo con il tabernacolo, e sull'altro lato il battistero. Sul lato destro del presbiterio si accede alla sacrestia. L'interno è coperto da una serie di volte a crociera, la pavimentazione della navata è realizzata in quadrotte di marmo rosso di Verona e marmo chiaro di Botticino, mentre il pavimento del piano del presbiterio è costituito da lastre di marmo nembro giallo-rosato e marmo beige arabescato.